# Bilyadzhik
Bilyadzhik (ryska: Биледжик 2-й) är en ort i Azerbajdzjan.   Den ligger i distriktet Şəki Rayonu, i den nordvästra delen av landet, 270 kilometer väster om huvudstaden Baku. Bilyadzhik ligger 309 meter över havet och antalet invånare är 1 141.
Terrängen runt Bilyadzhik är varierad. Närmaste större samhälle är Qax, 11,6 kilometer norr om Bilyadzhik. 
Trakten runt Bilyadzhik består till största delen av jordbruksmark. Runt Bilyadzhik är det ganska glesbefolkat, med 38 invånare per kvadratkilometer.